# 殉道者聖喬治教堂
殉道者聖喬治教堂（St George the Martyr Holborn）是英國倫敦霍本倫敦的一座聖公會的教堂，位於康登倫敦自治市。教堂奉獻給聖喬治。殉道者聖喬治教堂修建於1703年至1706年，是II*級登錄建築。

## 外部連結
- St George's Holborn homepage （页面存档备份，存于）
- Diocese of London （页面存档备份，存于）

51°31′16″N 0°07′21″W / 51.5210°N 0.1224°W